# Cultroribula shukuminensis
Cultroribula shukuminensis är en kvalsterart som beskrevs av Nakatamari 1982. Cultroribula shukuminensis ingår i släktet Cultroribula och familjen Astegistidae. Inga underarter finns listade i Catalogue of Life.